# باول باو
باول باو (بالفرنسية: Paul Pau)‏ هو عسكري فرنسي، ولد في 29 نوفمبر 1848 في مونتيليمار في فرنسا، وتوفي في 2 يناير 1932 في باريس في فرنسا.